# ذكاء اصطناعي ضعيف
الذكاء الاصطناعي الضعيف (بالإنجليزية: Weak AI)‏ هو ذكاء اصطناعي محدود ويركز هذا النوع على القيام بمهام محدودة. هذا النوع من الذكاء الاصطناعي من السهل توقع نتيجته بحيث جميع عمليات هذا النظام مبنية على خوارزميات معرفة مسبقاً وتخصص لحل مشكلة معينة.

## أمثلة على الذكاء الاصطناعي الضعيف
سيري، كورتانا، ومساعد Google هذه بعض الأمثلة على الذكاء الاصطناعي الضعيف، ولكن كل هذه الأمثلة لا تعتبر من الأمثلة الجيدة للذكاء الاصطناعي الضعيف لأنها تعمل ضمن نطاق محدود من الوظائف. وفي الوقت نفسه لا تعتبر هذه الأمثلة من ضمن الذكاء الاصطناعي القوي لأنها تشتمل على معالجة اللغة الطبيعية.
على سبيل المثال نظام سيري يعتبر من الأنظمة الذكية وقادر على فهم الإنسان، ولكن في الحقيقة لا يمكنه الرد على اسئلة خارج محدودية التطبيق. لأنه التطبيق يستخدم نظام التعرف على الكلام وهذه الخاصية تقوم بترجمة كلام الإنسان إلى نص من دون فهم النص.

### أضرار الذكاء الاصطناعي الضعيف
الذكاء الاصطناعي الضعيف محدود التفكير وقد يلحق بالأضرار في الكثير من الأحيان، لأنه لا يمكنه التفكير خارج الصندوق. ومن أهم ما قد يلحق الضرر هو انه هذا النوع من الذكاء الاصطناعي لا يمكنه القيام في مهام عديدة في الوقت نفسه ولا يمكنه القيام بمهام تفوق محدوديته.